# The Phantom Agony (album)
The Phantom Agony – debiutancki album holenderskiego zespołu symfoniczno metalowego Epica, wydany w 2003 roku. Nagrania odbyły się w Gate Studio w Wolfsburgu w Niemczech pomiędzy styczniem i marcem 2003. Partie fortepianu zostały nagrane 19 lutego 2003 w Vox Klangstudio w Hamburgu. Całość została zmiksowana w Pathway Studio w Wolfsburgu na przełomie marca i kwietnia 2003. Mastering został wykonany w Sound Factory w Soest w Holandii.

## Lista utworów
Opracowano na podstawie materiału źródłowego.
1. "Adyta (The Neverending Embrace)" (sł. Simone Simons) – 1:26
2. "Sensorium" (muz. Ad Sluijter, Coen Janssen, Mark Jansen, Simone Simons, sł. Mark Jansen) – 4:48
3. "Cry for the Moon (The Embrace That Smothers, Part IV)" (muz. Ad Sluijter, Mark Jansen, Simone Simons, sł. Mark Jansen) – 6:44
4. "Feint" (muz. Ad Sluijter, Coen Janssen, Mark Jansen, Simone Simons, sł. Mark Jansen) – 4:19
5. "Illusive Consensus" (muz. Ad Sluijter, Coen Janssen, Mark Jansen, Simone Simons, sł. Simone Simons) – 5:00
6. "Façade of Reality (The Embrace That Smothers, Part V)" (muz. Ad Sluijter, Mark Jansen, Simone Simons, sł. Mark Jansen) – 8:12
7. "Run for a Fall"(muz. Ad Sluijter, Coen Janssen, Mark Jansen, Simone Simons, sł. Mark Jansen) – 6:32
8. "Seif al Din (The Embrace That Smothers, Part VI)" (muz. Ad Sluijter, sł. Mark Jansen) – 5:47
9. "The Phantom Agony"(muz. Ad Sluijter, Yves Huts, sł. Mark Jansen) – 9:01
10. "The Phantom Agony (wersja singlowa)" (muz. Ad Sluijter, Yves Huts, sł. Mark Jansen) – 4:34

## Twórcy
Opracowano na podstawie materiału źródłowego.

- Simone Simons – śpiew
- Coen Janssen – instrumenty klawiszowe
- Ariën van Weesenbeek – perkusja
- Yves Huts – gitara basowa
- Ad Sluijter – gitara
- Mark Jansen – gitara
- Peter Van 't Riet – mastering
- Sascha Paeth – inżynieria dźwięku, realizacja, produkcja muzyczna, miksowanie
- Annie Goebel – realizacja
- Olaf Reitmeier – realizacja, inżynieria dźwięku
- David Schlage, Marie-Theres Stumpf – altówka
- Andreas Pfuff, Thomas Glöckner, Tobias Rempe – skrzypce
- Cordula Rohde, Jörn Kellermann – wiolonczela
- André Neygenfind – kontrabas
- Amanda Sommerville, Annie Goebel – sopran
- Previn Moore – tenor
- Melvin Edmondsen – bas
- Bridget Fogle, Cinzia Rizzo – alt
- Hans van Vuuren – producent wykonawczy
- Angelique van Woerkom – zdjęcia
- Carsten Drescher - oprawa graficzna, okładka

## Pozycje na listach
| Lista   | Kraj     | Pozycja |
| ------- | -------- | ------- |
| Top 100 | Holandia | 54      |